# Мерішань (Бебейца, Телеорман)
Мерішань, Мерішані (рум. Merișani) — село у повіті Телеорман в Румунії. Входить до складу комуни Бебейца.
Село розташоване на відстані 66 км на південний захід від Бухареста, 17 км на північ від Александрії, 128 км на схід від Крайови.

## Населення
За даними перепису населення 2002 року у селі проживала 1201 особа, з них 1198 осіб (99,8%) румунів. Усі жителі села рідною мовою назвали румунську.